# Liskeard
Liskeard est une ville dans l'est des Cornouailles, au Royaume-Uni.

## Histoire
Liskeard était l'une des dix-sept Antiqua Maneria (anciens manoirs) du Duché de Cornouailles.
La charte du marché a été accordée par Richard, comte de Cornouailles (frère d'Henri III) en 1240.

## Patrimoine
- Église Saint-Martin

## Personnalités liées à la ville
- Nicholas Alkemade (1922-1987), sergent-mitrailleur de la Royal Air Force pendant la Seconde Guerre mondiale, y est mort ;
- Emily Hobhouse (1860-1926), infirmière britannique, militante progressiste et pacifiste connue pour la campagne active qu'elle mena contre les camps de concentration britanniques durant la seconde guerre des Boers, est née à St Ive, près de Liskeard ;
- Alison Munro (1914-2008), haut fonctionnaire et directrice d'école britannique, y est née ;
- Edith New (1877-1951), suffragette, y est morte.

## Jumelage
- Quimperlé (France) depuis 1975[1]